# Allothymoites kumadai
Espèce
Allothymoites kumadai est une espèce d'araignées aranéomorphes de la famille des Theridiidae.

## Distribution
Cette espèce se rencontre  en Chine et au Japon.

## Description
Le mâle holotype mesure 1,25 mm et la femelle paratype 1,32 mm.

## Étymologie
Cette espèce est nommée en l'honneur de Kenichi Kumada.

## Publication originale
- Ono, 2007 : Eight new species of the families Hahniidae, Theridiidae, Linyphiidae and Anapidae (Arachida, Araneae) from Japan. Bulletin of the National Science Museum Tokyo, (A), vol. 33, no 4, p. 153-173 (texte intégral).